# Fussball-Club Rot-Weiß Erfurt 2009-2010
Questa voce raccoglie le informazioni riguardanti il Fussball-Club Rot-Weiß Erfurt nelle competizioni ufficiali della stagione 2009-2010.

## Stagione
Nella stagione 2009-2010 il Rot Weiss Erfurt, allenato da Rainer Hörgl, Stefan Emmerling e Henri Fuchs, concluse il campionato di 3. Liga al 9º posto. In Coppa di Germania il Rot Weiss Erfurt fu eliminato al primo turno dal Duisburg.

## Rosa
| N. |                      | Ruolo | Calciatore         |
| -- | -------------------- | ----- | ------------------ |
| 1  | Germania (bandiera)  | P     | Dirk Orlishausen   |
| 3  | Germania (bandiera)  | C     | Manuel Bölstler    |
| 4  | Germania (bandiera)  | D     | Dennis Malura      |
| 5  | Germania (bandiera)  | D     | Martin Pohl        |
| 6  | Germania (bandiera)  | C     | Samil Çinaz        |
| 7  | Cambogia (bandiera)  | A     | Chhunly Pagenburg  |
| 8  | Germania (bandiera)  | C     | Sebastian Becker   |
| 9  | Germania (bandiera)  | A     | Julian Lüttmann    |
| 10 | Brasile (bandiera)   | C     | Thiago Rockenbach  |
| 11 | Rep. Ceca (bandiera) | A     | Petr Smíšek        |
| 13 | Francia (bandiera)   | C     | Julien Humbert     |
| 14 | Germania (bandiera)  | C     | Fabian Stenzel     |
| 15 | Germania (bandiera)  | D     | Christopher Handke |

| N. |                     | Ruolo | Calciatore        |
| -- | ------------------- | ----- | ----------------- |
| 17 | Italia (bandiera)   | C     | Gianluca Simari   |
| 18 | Germania (bandiera) | C     | Martin Hauswald   |
| 19 | Germania (bandiera) | P     | Andreas Sponsel   |
| 20 | Germania (bandiera) | A     | Tino Semmer       |
| 21 | Germania (bandiera) | D     | Jens Möckel       |
| 22 | Germania (bandiera) | A     | Fabian Montabell  |
| 23 | Germania (bandiera) | D     | Dennis Hillebrand |
| 25 | Germania (bandiera) | P     | Jonas Heidrich    |
| 26 | Germania (bandiera) | D     | Thomas Ströhl     |
| 27 | Germania (bandiera) | A     | Carsten Kammlott  |
| 29 | Germania (bandiera) | C     | Matti Langer      |
| 30 | Germania (bandiera) | A     | Christian Beck    |
| 39 | Germania (bandiera) | A     | Hans Oeftger      |

## Organigramma societario
Area tecnica
- Allenatore: Stefan Emmerling
- Allenatore in seconda:
- Preparatore dei portieri: Thomas Köhler
- Preparatori atletici:

## Calciomercato

### Sessione estiva
| Acquisti | Acquisti          | Acquisti            | Acquisti |
| R.       | Nome              | da                  | Modalità |
| -------- | ----------------- | ------------------- | -------- |
| D        | Dennis Hillebrand | FSV Francoforte     |          |
| C        | Manuel Bölstler   | LR Ahlen            |          |
| A        | Christian Beck    | Hallescher          |          |
| C        | Sebastian Becker  | Kickers Offenbach   |          |
| C        | Julien Humbert    | Duisburg II         |          |
| C        | Matti Langer      | Rot-Weiß Erfurt U19 |          |
| D        | Dennis Malura     | Kickers Offenbach   |          |
| C        | Gianluca Simari   | Bayern Monaco U19   |          |
| A        | Petr Smíšek       | Teplice             |          |
| P        | Andreas Sponsel   | Norimberga II       |          |

| Cessioni | Cessioni             | Cessioni    | Cessioni |
| R.       | Nome                 | a           | Modalità |
| -------- | -------------------- | ----------- | -------- |
| P        | Michael Hinz         | Oberneuland |          |
| D        | Alexander Schnetzler | Osnabrück   |          |
| A        | Denis Wolf           | Magdeburgo  |          |

### Sessione invernale
| Acquisti | Acquisti        | Acquisti   | Acquisti |
| R.       | Nome            | da         | Modalità |
| -------- | --------------- | ---------- | -------- |
| A        | Julian Lüttmann | Sandhausen |          |

| Cessioni | Cessioni           | Cessioni      | Cessioni |
| R.       | Nome               | a             | Modalità |
| -------- | ------------------ | ------------- | -------- |
| C        | Matthias Peßolat   | Chemnitz      |          |
| A        | Massimo Cannizzaro | Holstein Kiel |          |
| D        | Bastian Pinske     | Uerdingen 05  |          |

## Risultati

### 3. Liga

#### Girone di andata
| Brema 25 luglio 2009, ore 14:00 CEST 1ª giornata | Werder Brema II | 0 – 0 referto | Rot-Weiß Erfurt | Weserstadion - Platz 11 (1 100 spett.)\| Arbitro: \| Drees \| |
| Arbitro:                                         | Drees           |               |                 |                                                               |

| Arbitro: | Steinhaus-Webb |

|  |           |                           |
|  | Marcatori | 23’ Schutzbach 81’ Zinnow |

| Arbitro: | Stieler |

|                                                             |           |  |
| Hartmann 28’, 30’ Pinske 41’ (aut.) Leitl 62’ Wohlfarth 80’ | Marcatori |  |

| Arbitro: | Steinberg |

|                  |           |                          |
| Šušak 36’ (aut.) | Marcatori | 3’ (rig.) Schweinsteiger |

| Arbitro: | Leicher |

|  |           |                             |
|  | Marcatori | 1’, 54’ Kammlott 40’ Semmer |

| Arbitro: | Metzen |

|                                                    |           |              |
| Semmer 40’ Humbert 41’ Rockenbach 61’ Kammlott 72’ | Marcatori | 87’ Wagefeld |

| Arbitro: | Achmüller |

|                     |           |                      |
| Spann 27’ Mayer 35’ | Marcatori | 14’ Semmer 90’ Çinaz |

| Arbitro: | Ittrich |

|                |           |  |
| Cannizzaro 90’ | Marcatori |  |

| Arbitro: | Cortus |

|                                 |           |            |
| Didavi 67’ Riedle 75’ Walch 86’ | Marcatori | 25’ Semmer |

| Arbitro: | Seidel |

|             |           |                                   |
| Bölstler 1’ | Marcatori | 53’ Reinert 56’ (rig.) Ziegenbein |

| Arbitro: | Wingenbach |

|               |           |                      |
| Schauerte 54’ | Marcatori | 10’ Semmer 76’ Çinaz |

| Arbitro: | Kampka |

|                           |           |  |
| Semmer 29’ Rockenbach 81’ | Marcatori |  |

| Arbitro: | Beitinger |

|                          |           |  |
| Ramaj 9’ Hochscheidt 83’ | Marcatori |  |

| Erfurt 24 ottobre 2009, ore 14:00 CEST 14ª giornata | Rot-Weiß Erfurt | 0 – 0 referto | Jahn Ratisbona | Steigerwaldstadion (4 642 spett.)\| Arbitro: \| Blos \| |
| Arbitro:                                            | Blos            |               |                |                                                         |

| Arbitro: | Petersen |

|                         |           |  |
| Kammlott 54’ Semmer 75’ | Marcatori |  |

| Arbitro: | Benedum |

|          |           |  |
| Hille 5’ | Marcatori |  |

| Erfurt 21 novembre 2009, ore 14:00 CET 17ª giornata | Rot-Weiß Erfurt | 0 – 0 referto | Holstein Kiel | Steigerwaldstadion (4 757 spett.)\| Arbitro: \| Osmers \| |
| Arbitro:                                            | Osmers          |               |               |                                                           |

| Arbitro: | Schößling |

|                |           |                                       |
| Kokocinski 72’ | Marcatori | 23’ (rig.), 84’ Rockenbach 53’ Möckel |

| Arbitro: | Valentin |

|                           |           |              |
| Kammlott 48’ Bölstler 84’ | Marcatori | 77’ Calamita |

#### Girone di ritorno
| Arbitro: | Glasmacher |

|            |           |          |
| Smíšek 85’ | Marcatori | 25’ Ayık |

| Offenbach am Main 18 dicembre 2009, ore 18:30 CET 21ª giornata | Kickers Offenbach | 0 – 0 referto | Rot-Weiß Erfurt | Stadion am Bieberer Berg (6 743 spett.)\| Arbitro: \| Seiwert \| |
| Arbitro:                                                       | Seiwert           |               |                 |                                                                  |

| Arbitro: | Dankert |

|                                    |           |               |
| Rockenbach 10’ (rig.) Kammlott 81’ | Marcatori | 23’ Metzelder |

| Arbitro: | Petersen |

|            |           |              |
| Konrad 53’ | Marcatori | 42’ Kammlott |

| Arbitro: | Cortus |

|  |           |                                     |
|  | Marcatori | 4’ Smeekes 28’ Hähnge 56’ Benyamina |

| Arbitro: | Seidel |

|               |           |  |
| Gundersen 89’ | Marcatori |  |

| Arbitro: | Sönder |

|                |           |                          |
| Rockenbach 38’ | Marcatori | 5’ Spann 62’ Schnatterer |

| Arbitro: | Cortus |

|  |           |                                                      |
|  | Marcatori | 32’ (rig.) Rockenbach 77’ Kammlott 87’ (aut.) Lorenz |

| Arbitro: | Beitinger |

|  |           |           |
|  | Marcatori | 65’ Walch |

| Arbitro: | Hartmann |

|                            |           |  |
| Ziemer 21’ (rig.) Barg 67’ | Marcatori |  |

| Arbitro: | Osmers |

|                       |           |  |
| Rockenbach 90’ (rig.) | Marcatori |  |

| Arbitro: | Seiwert |

|           |           |  |
| Ekici 21’ | Marcatori |  |

| Erfurt 3 aprile 2010, ore 14:00 CEST 32ª giornata | Rot-Weiß Erfurt | 0 – 0 referto | Erzgebirge Aue | Steigerwaldstadion (6 688 spett.)\| Arbitro: \| Winkmann \| |
| Arbitro:                                          | Winkmann        |               |                |                                                             |

| Arbitro: | Dittrich |

|  |           |                           |
|  | Marcatori | 53’ Hauswald 75’ Kammlott |

| Arbitro: | Achmüller |

|                              |           |              |
| Benčík 35’, 62’ Kotuljac 79’ | Marcatori | 33’ Kammlott |

| Arbitro: | Benedum |

|              |           |  |
| Kammlott 11’ | Marcatori |  |

| Arbitro: | Dankert |

|          |           |                             |
| Holt 84’ | Marcatori | 15’ Rockenbach 73’ Kammlott |

| Arbitro: | Siebert |

|           |           |         |
| Malura 8’ | Marcatori | 24’ Ali |

| Arbitro: | Sippel |

|             |           |              |
| Kumbela 10’ | Marcatori | 19’ Kammlott |

### Coppa di Germania
| Arbitro: | Perl |

|            |           |                           |
| Semmer 61’ | Marcatori | 26’ (rig.), 69’ Tararache |

## Statistiche

### Statistiche di squadra
| Competizione      | Punti | In casa | In casa | In casa | In casa | In casa | In casa | In trasferta | In trasferta | In trasferta | In trasferta | In trasferta | In trasferta | Totale | Totale | Totale | Totale | Totale | Totale | DR |
| Competizione      | Punti | G       | V       | N       | P       | Gf      | Gs      | G            | V            | N            | P            | Gf           | Gs           | G      | V      | N      | P      | Gf     | Gs     | DR |
| ----------------- | ----- | ------- | ------- | ------- | ------- | ------- | ------- | ------------ | ------------ | ------------ | ------------ | ------------ | ------------ | ------ | ------ | ------ | ------ | ------ | ------ | -- |
| 3. Liga           | 53    | 19      | 8       | 6       | 5       | 20      | 16      | 19           | 6            | 5            | 8            | 21           | 25           | 38     | 14     | 11     | 13     | 41     | 41     | 0  |
| Coppa di Germania | -     | 1       | 0       | 0       | 1       | 1       | 2       | 0            | 0            | 0            | 0            | 0            | 0            | 1      | 0      | 0      | 1      | 1      | 2      | -1 |
| Totale            | 53    | 20      | 8       | 6       | 6       | 21      | 18      | 19           | 6            | 5            | 8            | 21           | 25           | 39     | 14     | 11     | 14     | 42     | 43     | -1 |

### Andamento in campionato
| Giornata  | 1  | 2  | 3  | 4  | 5  | 6  | 7  | 8 | 9  | 10 | 11 | 12 | 13 | 14 | 15 | 16 | 17 | 18 | 19 | 20 | 21 | 22 | 23 | 24 | 25 | 26 | 27 | 28 | 29 | 30 | 31 | 32 | 33 | 34 | 35 | 36 | 37 | 38 |
| --------- | -- | -- | -- | -- | -- | -- | -- | - | -- | -- | -- | -- | -- | -- | -- | -- | -- | -- | -- | -- | -- | -- | -- | -- | -- | -- | -- | -- | -- | -- | -- | -- | -- | -- | -- | -- | -- | -- |
| Luogo     | T  | C  | T  | C  | T  | C  | T  | C | T  | C  | T  | C  | T  | C  | C  | T  | C  | T  | C  | C  | T  | C  | T  | C  | T  | C  | T  | C  | T  | C  | T  | C  | T  | T  | C  | T  | C  | T  |
| Risultato | N  | P  | P  | N  | V  | V  | N  | V | P  | P  | V  | V  | P  | N  | V  | P  | N  | V  | V  | N  | N  | V  | N  | P  | P  | P  | V  | P  | P  | V  | P  | N  | V  | P  | V  | V  | N  | N  |
| Posizione | 11 | 18 | 18 | 19 | 17 | 10 | 11 | 9 | 12 | 14 | 14 | 9  | 13 | 13 | 11 | 12 | 11 | 10 | 9  | 7  | 8  | 7  | 5  | 7  | 7  | 11 | 9  | 10 | 11 | 8  | 12 | 11 | 10 | 10 | 9  | 8  | 9  | 9  |

Legenda:

Luogo: C = Casa; T = Trasferta. Risultato: V = Vittoria; N = Pareggio; P = Sconfitta.

### Statistiche dei giocatori
| Giocatore      | 3. Liga  | 3. Liga | 3. Liga     | 3. Liga    | Coppa di Germania | Coppa di Germania | Coppa di Germania | Coppa di Germania | Totale   | Totale | Totale      | Totale     |
| Giocatore      | Presenze | Reti    | Ammonizioni | Espulsioni | Presenze          | Reti              | Ammonizioni       | Espulsioni        | Presenze | Reti   | Ammonizioni | Espulsioni |
| -------------- | -------- | ------- | ----------- | ---------- | ----------------- | ----------------- | ----------------- | ----------------- | -------- | ------ | ----------- | ---------- |
| C. Beck        | 1        | 0       | 0           | 0          | 0                 | 0                 | 0                 | 0                 | 1        | 0      | 0           | 0          |
| S. Becker      | 10       | 0       | 3           | 0          | 1                 | 0                 | 0                 | 0                 | 11       | 0      | 3           | 0          |
| M. Bölstler    | 28       | 2       | 8           | 0          | 0                 | 0                 | 0                 | 0                 | 28       | 2      | 8           | 0          |
| M. Cannizzaro  | 12       | 1       | 0           | 0          | 1                 | 0                 | 0                 | 0                 | 13       | 1      | 0           | 0          |
| C. Handke      | 5        | 0       | 0           | 0          | 0                 | 0                 | 0                 | 0                 | 5        | 0      | 0           | 0          |
| M. Hauswald    | 27       | 1       | 3           | 0          | 1                 | 0                 | 0                 | 0                 | 28       | 1      | 3           | 0          |
| J. Heidrich    | 0        | 0       | 0           | 0          | 0                 | 0                 | 0                 | 0                 | 0        | 0      | 0           | 0          |
| D. Hillebrand  | 30       | 0       | 4           | 0          | 0                 | 0                 | 0                 | 0                 | 30       | 0      | 4           | 0          |
| J. Humbert     | 26       | 1       | 4           | 0          | 1                 | 0                 | 0                 | 0                 | 27       | 1      | 4           | 0          |
| C. Kammlott    | 37       | 13      | 2           | 0          | 0                 | 0                 | 0                 | 0                 | 37       | 13     | 2           | 0          |
| M. Langer      | 1        | 0       | 0           | 0          | 0                 | 0                 | 0                 | 0                 | 1        | 0      | 0           | 0          |
| J. Lüttmann    | 13       | 0       | 3           | 0          | 0                 | 0                 | 0                 | 0                 | 13       | 0      | 3           | 0          |
| D. Malura      | 36       | 1       | 9           | 1          | 1                 | 0                 | 0                 | 0                 | 37       | 1      | 9           | 1          |
| F. Montabell   | 3        | 0       | 0           | 0          | 0                 | 0                 | 0                 | 0                 | 3        | 0      | 0           | 0          |
| J. Möckel      | 31       | 1       | 14          | 0          | 0                 | 0                 | 0                 | 0                 | 31       | 1      | 14          | 0          |
| H. Oeftger     | 0        | 0       | 0           | 0          | 0                 | 0                 | 0                 | 0                 | 0        | 0      | 0           | 0          |
| D. Orlishausen | 36       | 0       | 0           | 0          | 1                 | 0                 | 0                 | 0                 | 37       | 0      | 0           | 0          |
| C. Pagenburg   | 15       | 0       | 0           | 0          | 1                 | 0                 | 0                 | 0                 | 16       | 0      | 0           | 0          |
| M. Peßolat     | 5        | 0       | 0           | 1          | 1                 | 0                 | 0                 | 0                 | 6        | 0      | 0           | 1          |
| B. Pinske      | 5        | 0       | 1           | 0          | 1                 | 0                 | 0                 | 0                 | 6        | 0      | 1           | 0          |
| M. Pohl        | 31       | 0       | 8           | 1          | 0                 | 0                 | 0                 | 0                 | 31       | 0      | 8           | 1          |
| T. Rockenbach  | 36       | 9       | 4           | 0          | 1                 | 0                 | 0                 | 0                 | 37       | 9      | 4           | 0          |
| T. Semmer      | 35       | 7       | 7           | 0          | 1                 | 1                 | 0                 | 0                 | 36       | 8      | 7           | 0          |
| G. Simari      | 0        | 0       | 0           | 0          | 0                 | 0                 | 0                 | 0                 | 0        | 0      | 0           | 0          |
| P. Smíšek      | 9        | 1       | 2           | 0          | 0                 | 0                 | 0                 | 0                 | 9        | 1      | 2           | 0          |
| A. Sponsel     | 4        | 0       | 0           | 0          | 0                 | 0                 | 0                 | 0                 | 4        | 0      | 0           | 0          |
| F. Stenzel     | 33       | 0       | 4           | 0          | 1                 | 0                 | 0                 | 0                 | 34       | 0      | 4           | 0          |
| T. Ströhl      | 28       | 0       | 6           | 0          | 1                 | 0                 | 0                 | 0                 | 29       | 0      | 6           | 0          |
| S. Çinaz       | 29       | 2       | 9           | 0          | 1                 | 0                 | 1                 | 0                 | 30       | 2      | 10          | 0          |